# 維吉尼亞州第二十二騎兵團
維吉尼亞州第二十二騎兵團（英語：22nd Regiment Virginia Cavalry）是由Henry S. Bowen於1863年10月27日成立，擁有十個連（A至K），是維吉尼亞州於美國內戰期間最後成立的騎兵團之一。
Henry S. Bowen於內戰早期，即第二十二騎兵團還未成立前，是Tazewell郡的第一百八十八民兵團的指揮，新騎兵團成立後Bowen又當上了其指揮。

## 戰場生涯
第二十二騎兵團參與的主要戰役基本是始於1864年，如1864年雪倫多亞谷會戰，突襲華盛頓特區和張伯斯堡（Chambersburg）等，後於西維吉尼亞州的穆爾菲爾德之役（Moorefield）遭受最慘重的傷亡; 而其最光榮的一刻是於第三次溫徹斯特之役中，由Jubal Anderson Early率領對抗George Armstrong Custer的一整個軍旅。
但敵軍人數眾多而無情，第二十二騎兵團被徹底打敗，退回總部時只餘下20人，其中2人為保護國家而繼續跟隨李將軍至阿波馬托克斯郡府（Appomattox Court House）。